# Eudócia Baiana

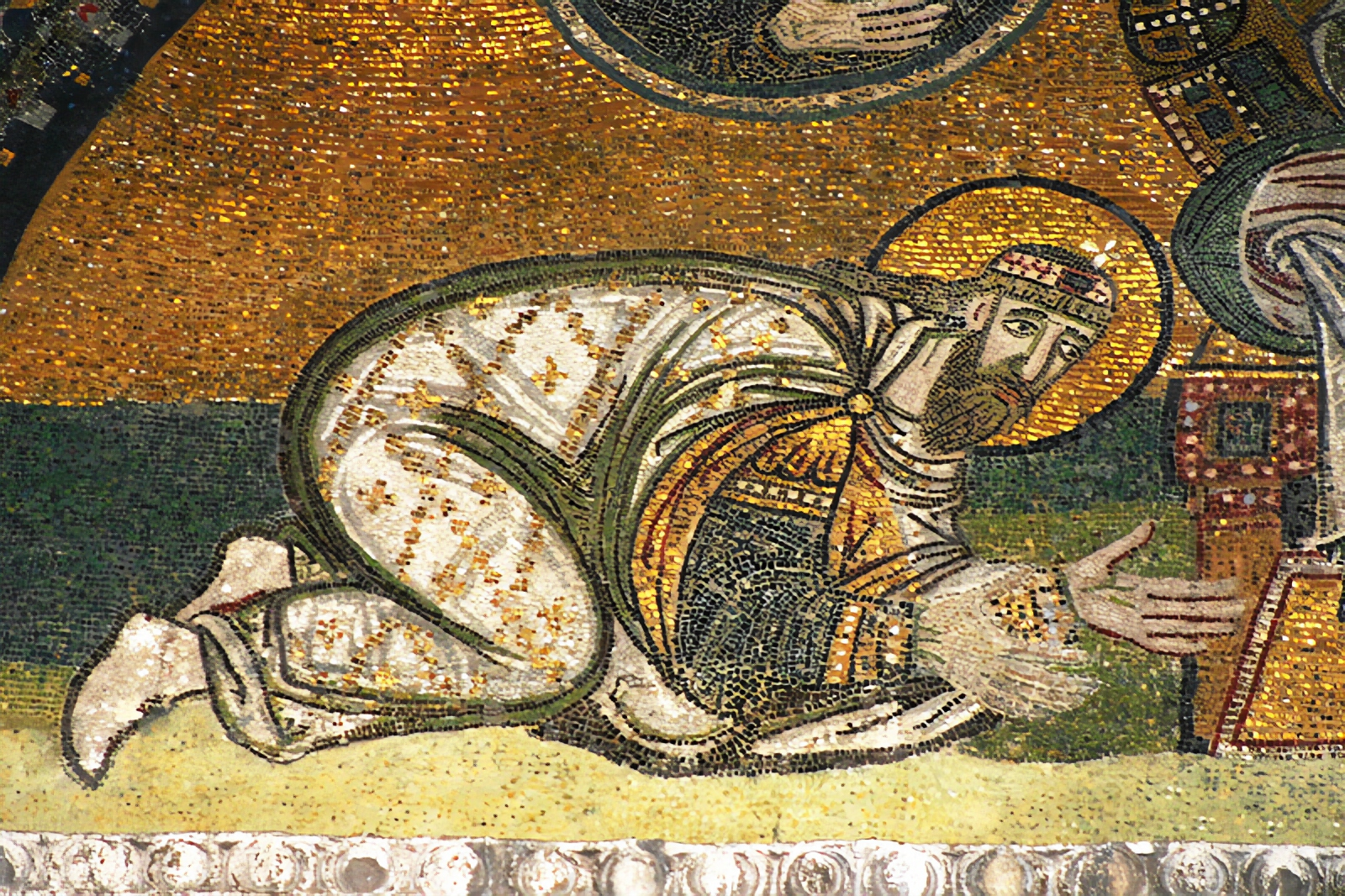
Leão VI, o Sábio, marido de Eudócia Baiana.
Detalhe de um mosaico em Santa Sofia, em Istambul.

Eudócia Baiana (em grego: Εὐδοκία Βαϊανή) foi uma imperatriz-consorte bizantina, terceira esposa do imperador Leão VI, o Sábio.

## História
A obra de Teófanes Continuado é uma continuação da crônica de Teófanes, o Confessor, por outros escritores ativos durante o reino de Constantino VII Porfirogênito. Ela registra uns poucos detalhes sobre a vida de Eudócia.
De acordo com Teófanes, Eudócia veio do Tema Opsiciano, que era composto originalmente por toda a Bitínia e a Paflagônia, se estendendo de Abidos, no Dardanelos, até Sinope, no Mar Negro, e, para dentro do continente, até Ancira. 
Na primavera de 900, Leão VI se casou com Eudócia, tendo já enviuvado duas vezes. A obra Sobre as Cerimônias, de Constantino VII, relata pelo menos três filhas nascidas destes casamentos anteriores, mas nenhum varão. Leão queria assegurar a sua sucessão com este casamento. George Alexandrovič Ostrogorsky indica que um terceiro casamento era tecnicamente ilegal sob a lei bizantina e contra as práticas da Igreja Ortodoxa da época. O imperador teve que conseguir a permissão do patriarca Antônio II de Constantinopla.
Um ano depois, Eudócia morreu no parto. Teófanes considera o filho natimorto e sem nome. Porém, Sobre as Cerimônias, ao listar os filhos de Leão VI, cita um chamado Basílio, o que pode indicar que ele teria sobrevivido tempo suficiente para ser batizado. A mesma obra indica que Eudócia foi sepultada na Igreja dos Santos Apóstolos, em Constantinopla.